# Pro veritate
Pro veritate  è una locuzione latina spesso usata anche nei testi italiani nell'espressione di parere pro veritate traducibile letteralmente come "per la verità"; identifica un'opinione espressa formalmente in merito a una determinata questione. 
Nell'attività degli studi legali, a fianco e spesso in modo prevalente rispetto all'attività del contenzioso giudiziale o extragiudiziale, vi è spesso un'attività consulenziale in favore dei clienti che si estrinseca a volte  nella redazione di pareri. Quando i pareri stessi sono redatti in forma particolarmente solenne, prendono il nome di parere pro veritate quasi fossero redatti non nell'interesse del cliente, ma nell'interesse equidistante della verità. La tradizione vuole che il parere sia firmato dal titolare dello studio o negli studi associati, da un socio anziano.
Da più parti è stato osservato che anche i pareri pro veritate sono molto spesso, in realtà,  "pareri a tesi" redatti  nell'esclusivo interesse del cliente e non della verità. Se ciò è vero, è altrettanto vero che, normalmente, nel redigere un parere pro veritate, alla cura di una più rigorosa logica giuridica, si accompagna anche uno stile meno apertamente di parte.

## Altri contesti
In altri contesti il significato del termine pro veritate resta più vicino al significato originale. Per esempio, il motto del Cardinale Carlo Maria Martini, arcivescovo emerito di Milano era "pro veritate adversa diligere", che alla lettera significa "per la verità scegliere anche le situazioni sfavorevoli".